# Dengeki G's Comic
Dengeki G's Comic (電撃G'sコミック?, Dengeki Jīzu Komikku) è stata una rivista giapponese mensile di manga seinen pubblicata da ASCII Media Works. La rivista, nata in formato digitale il 9 agosto 2012, dall'aprile 2013 all'aprile 2014 è diventata bisettimanale, per poi tornare ad essere mensile con la pubblicazione del primo numero in formato cartaceo, venduto il 30 aprile 2014.
La rivista è stata chiusa il 30 marzo 2019 e le serie manga in corso sono state spostate sui siti web ComicWalker e Niconico Seiga.

## Alcune serie pubblicate
- Angel Beats! Heaven's Door
- BanG Dream!
- Charlotte
- Charlotte The 4-koma: seishun o kakenukero!
- Daitoshokan no Hitsujikai
- Girlish Number
- Idolising!
- Idolising Gaiden: Orin Rising!
- L'innominabile sorella
- Little Busters! End of Refrain
- Little Busters! EX The 4-koma
- Love Live!
- Love Live! School Idol Diary
- Netoge no yome wa onna no ko janai to omotta?
- Ore no kōhai ga konna ni kawaii wake ga nai
- Plastic Memories: Say to good-bye
- Release the Spyce: Naisho no mission
- Rewrite: Side-B
- Ro-Kyu-Bu!
- Sakura-sō no pet na kanojo
- Seishun buta yarō
- Sengoku Koihime: Otome Kenran Sengoku Emaki
- Sword Art Online: Calibur
- Sword Art Online: Progressive
- Tenshi no 3P!
- The Awakened Fate Ultimatum
- Washio Sumi wa yūsha de aru
- Yagate Maken no Alicebell
- Yūki Yūna wa yūsha de aru